# Arthur Penn
Arthur Penn (Philadelphia, Pennsylvania, 1922. szeptember 27. – Manhattan, 2010. szeptember 28.) amerikai filmrendező és filmproducer. Az 1950-es évek első felében kezdett rendezni, először a televízió számára. Dolgozott színházi rendezőként is. Az 1960-as évek elejétől főleg mozifilmeket forgatott, de nem tartozott a különösen termékeny alkotók közé. Legismertebb alkotása a jelentős szakmai és kiugró közönségsikert elért Bonnie és Clyde (1967), de ezen kívül is több figyelemre méltó film fűződik a nevéhez.

## Pályafutása

### A kezdetek
Oroszországból elszármazott zsidó család sarja volt , szülei nem sokkal gyermekük születése után elváltak. Arthurnak van egy bátyja is, Irving Penn, aki sikeres fotós lett. Mindkét fiú az édesanyánál nevelkedett előbb New Yorkban, majd New Hampshire-ben. Tanulmányai befejezése előtt Arthur visszaköltözött a szülővárosába, ahol az Olney High Schoolban diplomázott. Ezután nem teljesen szabad akaratából ugyan, de édesapja mesterségét, az órás szakmát kezdte tanulni. 1943-ban sorozták be az amerikai hadseregbe. Fort Jacksonban kapott kiképzést. Itt határozta el, hogy színjátszó társulatot szervez, hogy mind maga, mind bajtársai számára hasznosan és élvezetesen teljenek a tétlenség órái. Penn a háború vége felé csatlakozott Joshua Logan elismert társulatához. A háború befejezése után úgy döntött, hogy tovább tanul. Előbb az Észak-Karolina-i Black Mountain College diákja lett, majd Olaszországba ment, ahol a perugiai és a firenzei egyetemen tanult. 1948-ban tért haza, és a híres New York-i Actor’s Studióban folytatta tovább színi tanulmányait. Onnan ment Los Angelesbe, ahol szintén a színészi szakma mesterfogásait próbálta elsajátítani. 26 évesen azonban úgy gondolta, a színészi jövője még mindig túl bizonytalan, ezért talán más területen kéne próbálkoznia. Szerencséjére sikerült bekerülnie az akkoriban alakult NBC tévétársaság stábjába, ahol minden feltétel adott volt ahhoz, hogy tehetségét kibontakoztassa és újabb tapasztalatokat szerezzen.
A következő években Penn az NBC-nél különböző varietéműsorok, hírműsorok és a Colgate Comedy Hour című program elkészítésében vett részt. Különféle televíziós játékok forgatókönyvét írta, illetve a First Person című kísérleti show-val mint rendező is debütált. Ennek producere egykori katonatársa, Fred Coe volt, forgatókönyvét pedig Paddy Chayefsky és Horton Foote írták. A továbbiakban Penn főleg rendezői feladatokat kapott, így például a Goodyear Television Playhouse és a The Philco Television Playhouse sorozatok több epizódját rendezte meg. 1956-ban tévére adaptálta William Gibson A csodatevő című művét Teresa Wright és Burl Ives főszereplésével. Ezt követően visszatért a színház világába (immár rendezőként), ahol Anne Bancroft és Henry Fonda főszereplésével rendezte meg a Two for the Seesaw című darabot a Broadway-n. Az előadás olyan sikeres lett, hogy 1958. január 1-jétől 1959. október 31-ig műsoron volt. Nem sokkal e sikeres széria kifutása előtt, 1959. október 19-én volt A csodatevő színpadi változatának a premierje. A bemutató nagy szakmai és közönségsiker volt: Penn megkapta a színházi világ rangos elismerését, a Tony-díjat, a darab pedig 1961. július 1-jéig műsoron volt. A két sikeres Broadway-darab közötti időszakban Penn egy újabb területen, a film világában mutatkozott be a közönségnek. A Balkezes pisztolyhős (1958) Gore Vidal The Death of Billy the Kid című művén alapul, melyből Leslie Stevens írt filmforgatókönyvet. A legendás figura, Billy, a Kölyök Penn értelmezésében egy magányos bosszúálló, aki leszámol legjobb barátja gyilkosaival. A film bizonyos motívumai a rendező közel 10 évvel későbbi alkotását, a Bonnie és Clyde-ot előlegezik meg: mindkét mű főszereplői kívül állnak a társadalmon, melyhez erőszakosan viszonyulnak (ahogyan a társadalom is hozzájuk), Penn mindkét esetben nagy hangsúlyt fektet a lélektani motívumokra, és kevésbé hűséges a tényekhez. Billy, a Kölyök szerepét az előkészületi fázisban az 1950-es évek ikonikus színészének, a fiatalság lázadását megtestesítő James Deannek szánták, ám miután a sztár egy tragikus autóbalesetben elhunyt, a szerepet a pályakezdő Paul Newman kapta.

### A film világában

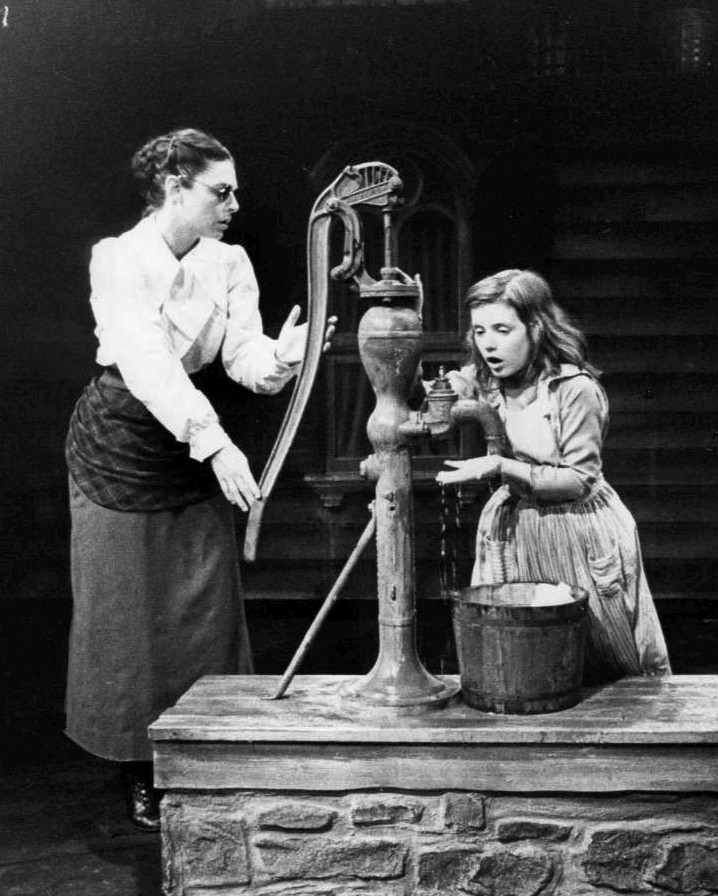
Anne Bancroft és Patty Duke 1960 körül A csodatevő színpadi változatában, amelyben szintén ők játszották a főbb szerepeket

Penn következő filmje a korábban tévéjátékként és színházban egyaránt bemutatott A csodatevő (1962) volt, melynek főszerepeit Anne Bancroft és Victor Jory játszották. A főszerepre esélyes volt Ingrid Bergman is, a United Artists pedig 2 millió dolláros költségvetést ajánlott, ha a hősnő, Annie Sullivan szerepét Penn Elizabeth Taylornak vagy Audrey Hepburnnek adja. A rendező viszont ragaszkodott a Tony-díjas Anne Bancrofthoz, ezért a United Artists másfél millióra csökkentette a produkció költségvetését. A fogadtatás Penn választását igazolta, hiszen Bancroft és a süketnéma kislányt játszó Patty Duke is megkapták az Oscart a filmben nyújtott alakításukért. Penn ezután A vonat (1964) című kalandos ellenállási dráma rendezésébe fogott, de a főszerepet játszó Burt Lancaster lecseréltette őt John Frankenheimerre, mivel Penn koncepciója nem nyerte meg a tetszését. A rendezőnek ugyanis nem állt szándékában fókuszba állítani a Lancaster által játszott figurát, a sztárnak viszont fontos volt, hogy biztos siker legyen a produkció, mivel előző filmje, a Luchino Visconti által rendezett A párduc (1963) fogadtatása a vártnál hűvösebb volt. Lancaster állítólag azt mondta, hogy nem rajongott igazán Frankenheimerért sem, de biztos volt abban, hogy az új rendező azt fogja tenni, amit ő mond. A Mickey, az ász (1965) részben a francia új hullám hatása alatt született bűnügyi történet egy jóképű komikusról, aki gonosz erők elől menekül Chicagóba, de aztán mégis visszatér a színpadra, ám egyre nagyobb sikerei ráirányítják üldözői figyelmét. A főszerepet az 1960-as évek egyik új sztárja, Warren Beatty játszotta. Mivel Penn volt az egyik producer is, forgatás közben a szokottnál nagyobb művészi szabadságot élvezett, ám a kísérleti jellegűnek mondható film nem lett igazán sikeres. Nem igazán váltotta be a hozzá fűzött reményeket az Üldözők (1966) című dráma sem, noha szereposztása igazán parádés: Marlon Brando, Jane Fonda, Robert Redford, Angie Dickinson, Robert Duvall és James Fox játszották a fontosabb szerepeket. A forgatókönyv a neves írónő, Lilian Hellman munkája, ám Sam Spiegel producer átírta azt. Spiegel egyébként már az 1950-es években meg akarta csinálni Az üldözőket Brandóval és Marilyn Monroe-val a főszerepben, de a projekt akkor nem valósult meg. Az 1960-as években viszont Brando már túl öreg volt Jake szerepére, ezért Calder seriff figuráját bízták rá. A Monroe-nak szánt szerepre a pályakezdő Faye Dunaway volt a legesélyesebb, a szereposztó rendező szerint viszont Dunaway nem volt elég szép Anna eljátszásához, ezért Jane Fondát választották helyette.

Bonnie és Clyde (Faye Dunaway és Warren Beatty)

Fonda volt az egyik kiszemelt színésznő a hírhedt bankrabló, Bonnie Parker megszemélyesítésére is a Bonnie és Clyde (1967) című filmben. Az akkoriban Franciaországban élő filmcsillag azonban lemondta a szerepet, amit végül Faye Dunaway kapott meg. Partnere a film producere, a Clyde Barrow-t megformáló Warren Beatty volt. Az eredeti elképzelések szerint François Truffaut vagy Jean-Luc Godard rendezte volna a filmet, ám ők különböző okokból nem vállalták a munkát, ezért Beatty Arthur Pennt kérte fel. Az 1930-as évek hírhedt, bár nem túl szerencsés bűnöző szerelmespárjáról szóló véres és romantikus gengszterfilm kirobbanó sikert aratott, és mérföldkő lett a modern amerikai film történetében. A sikerhez persze hozzájárult a többi szereplő, Gene Hackman, Estelle Parsons, Michael J. Pollard és Gene Wilder kimagasló játéka is. A hazájában igen népszerű folkzenész, Arlo Guthrie saját magát játszotta az Alice étterme (1969) című filmben, mely arról szól, hogy a katonai szolgálat alól kibújni igyekvő Guthrie miként próbál barátaival éttermet nyitni egy használaton kívüli templomban. Az amerikai westernek idealizált és hamis ábrázolásmódjának szatirikus kifigurázása a Kis nagy ember (1970), melynek 121 éves főszereplője, Jack Crabb a Little Big Horn-i mészárlás egyedüli túlélőjének mondja magát, ám megelevenedő életútját látván nem kizárt, hogy csupán a történelem egyik nagy hazudozója volt. A főszerepet játszó Dustin Hoffman számára nem kis erőpróbát jelentett, hogy hitelesen keltse életre Crabbet, aki mintegy száz évet öregszik a cselekmény során. Partnerei: Faye Dunaway és Martin Balsam.
A Münchenben megrendezett 1972-es nyári olimpiai játékok legemlékezetesebb eseményeit örökítette meg az Így látták ők (1973) című dokumentumfilm, mely 8 különböző nemzetiségű rendező közös alkotása: a cseh–amerikai Miloš Forman, a japán Icsikava Kon, a francia Claude Lelouch, az orosz Jurij Ozerov, az amerikai Arthur Penn, a német Michael Pfleghar, az angol John Schlesinger és a svéd Mai Zetterling epizódjai egy-egy központi témát dolgoztak fel. Penn epizódjának címe: The Highest. A Mickey, az ász stílusához való visszatérést jelenti az Éjszakai lépések (1975) című thriller, Gene Hackman főszereplésével. A történet főhőse egy privát problémákkal küzdő magándetektív, aki megpróbálja felderíteni az általa korábban felkutatott fiatal lány különös halálának körülményeit, ám a nyomozás nem megoldja, hanem inkább tovább bonyolítja az ügyet. Nagy várakozások előzték meg a A Missouri fejvadász (1976) című westernt, hiszen Penn már többször bebizonyította, hogy van érzéke ehhez a műfajhoz. A reményeket fokozta az ígéretes szereposztás, hiszen a legendának számító Marlon Brando mellett a másik főszerepet a korszak új sztárja, Jack Nicholson vállalta. A közös munka igen nagy erőpróba volt főleg Penn és Nicholson számára. Brando ugyanis gyakran improvizált, Penn pedig egy idő után letett arról, hogy irányítani próbálja. Brando képtelen volt megjegyezni a szövegét, ezért állítólag táblákra írták fel a mondatait, a stáb egyik tagja pedig a kamera látómezőjén kívül amolyan súgóként mutogatta az éppen soron következő táblát a színésznek. Nicholsont kétségbe ejtette, hogy közös jeleneteik közben Brando tekintete rendre elkalandozott a súgótábla felé, amivel tökéletesen összezavarta az ő koncentrációját. A szintén mítoszrombolónak szánt alkotást sajnos csalódással fogadta a közönség és a kritika: a leggyakoribb kifogás az volt, hogy Penn-nek nem sikerült kellő feszültséggel megtöltenie a bő kétórás vetítési időt.
A Missouri fejvadász bukása után Penn már csak hébe-hóba rendezett egy-egy mozifilmet. Ezek a munkái figyelemre méltó, de nem igazán jelentős alkotások. A Georgia barátai (1981) négy jó barát örömeinek és bánatainak históriája egy szürke kisvárosban, az 1960-as években. A Célpont (1985) akciódús thriller Gene Hackman és Matt Dillon főszereplésével, a Csapdában (1987) pedig egy hitchcocki stílusú lélektani krimi. Ez utóbbi mű érdekessége, hogy tulajdonképpen a My Name Is Julia Ross című 1945-ös film remake-je. Penn alkotásának egyik szereplőjét Dr. Joseph Lewisnak hívják, ami utalás az 1945-ös film rendezőjére, Joseph H. Lewisra. A Pennt és Tellert meg kell ölni (1989) címében a Penn név nem a rendezőre utal, hanem az egyik főszereplőre, Penn Jillette-re. Ő és partnere, Teller írták a vígjáték forgatókönyvét is. Az 1990-es évektől Penn ismét a televízióban ténykedik, ahol például az Esküdt ellenségek (Law & Order) című, lassan két évtizede futó széria néhány részének executive producere volt.
Arthur Penn magánélete csendben és boldogságban telt. 1955-ben vette feleségül Peggy Maurer színésznőt, aki 2 gyermeket szült neki. A házaspár több mint 5 évtizede él együtt, ami Hollywoodban, a villámházasságok világában különleges rekordnak számít.

## Halála
2010. szeptember 28-án 88. születésnapja után egy nappal hunyt el szívelégtelenség következtében. Feleségét hagyta maga után.

## Filmjei
- 2001 100 Centre Street (tévésorozat, a The Fix című epizód)
- 1996 A vallatás (Inside) (tévéfilm)
- 1995 Lumière és társai (Lumière et compagnie)
- 1993 The Portrait (tévéfilm)
- 1989 Pennt és Tellert meg kell ölni (Penn & Teller Get Killed)
- 1987 Csapdában (Dead of Winter)
- 1985 Célpont (Target)
- 1981 Georgia barátai (Four Friends)
- 1976 A Missouri fejvadász (The Missouri Breaks)
- 1975 Éjszakai lépések (Night Moves)
- 1973 Így látták ők (Visions of Eight, a The Highest című epizód)
- 1970 Kis nagy ember (Little Big Man)
- 1969 Alice étterme (Alice's Restaurant)
- 1968 Flesh and Blood (tévéfilm)
- 1967 Bonnie és Clyde (Bonnie and Clyde)
- 1966 Üldözők (The Chase)
- 1965 Mickey, az ász (Mickey One)
- 1964 A vonat (The Train) (nem szerepel a stáblistán)
- 1962 A csodatevő (The Miracle Worker)
- 1958 Balkezes pisztolyhős / A balkezes fegyver (The Left Handed Gun)
- 1957–1958 Playhouse 90 (tévésorozat, a Portrait of a Murderer, a The Dark Side of the Earth, a Charley's Aunt, az Invitation to a Gunfighter és a The Miracle Worker című epizódok)
- 1955–1956 Playwrights '56 (tévésorozat, az Adam and Evening, a Lost, a The Waiting Place, a The Heart's a Forgotten Hotel és a The Battler című epizódok)
- 1954–1955 Producers' Showcase (tévésorozat, a The King and Mrs. Candle és a State of the Union című epizódok)
- 1954–1955 Goodyear Television Playhouse (tévésorozat, a My Lost Saints, a Star in the Summer Night és a The Lawn Party című epizódok)
- 1954 The Philco Television Playhouse (tévésorozat, a Beg, Borrow or Steal, a Man on the Mountaintop és az Adapt or Die című epizódok)
- 1953 The Gulf Playhouse (tévésorozat, a The Tears of My Sister című epizód)

## Fontosabb díjak és jelölések

### Oscar-díj
- 1963 jelölés A csodatevő (legjobb rendező)
- 1968 jelölés Bonnie és Clyde (legjobb rendező)
- 1970 jelölés Alice étterme (legjobb rendező)

### Golden Globe-díj
- 1968 jelölés Bonnie és Clyde (legjobb rendező)

### BAFTA-díj
- 1968 jelölés Bonnie és Clyde (legjobb film bármilyen forrásból)

### Bodil-díj
- 1968 díj Bonnie és Clyde (legjobb nem európai film)

### Kinema Junpo-díj
- 1969 díj Bonnie és Clyde (legjobb külföldi film)
- 1969 díj Bonnie és Clyde (legjobb külföldi film rendezője)

### Berlini Nemzetközi Filmfesztivál
- 2007 Tiszteletbeli Arany Medve

### Mar del Plata-i filmfesztivál
- 1968 díj Bonnie és Clyde (legjobb film)

### Moszkvai filmfesztivál
- 1971 díj Kis nagy ember (FIPRESCI-díj)

### San Sebastián-i Nemzetközi Filmfesztivál
- 1962 díj A csodatevő (OCIC-díj)

### Velencei filmfesztivál
- 1965 jelölés Mickey, az ász (Arany Oroszlán-jelölés)